# Prueba nuclear de Corea del Norte de septiembre de 2016
La prueba nuclear de Corea del Norte de septiembre de 2016 hace referencia a la prueba nuclear subterránea realizada por el régimen norcoreano a las 09:30:01 (UTC+08:30) del 9 de septiembre de 2016, en su sitio de pruebas nucleares Punggye-ri, a unos 50 kilómetros al noroeste de la localidad de Kilju, en el condado homónimo.
El Servicio Geológico de los Estados Unidos informó de un terremoto de magnitud 5,3 en la ubicación de la explosión, mientras que el Centro de Redes Sismológicas de China informó una magnitud de 5,0.
El gobierno de Corea del Norte llevó a cabo una detonación nuclear el 9 de septiembre de 2016 en el Sitio de pruebas nucleares Punggye-ri, aproximadamente 30 millas (48,3 km) al noroeste de la ciudad de Kilju en el condado homónimo.

## Antecedentes
La anterior prueba nuclear fue llevada a cabo ocho meses antes, en enero de 2016, y provocó numerosas condenas internacionales. A pesar de las llamadas de China y Rusia para volver al Diálogo de los Seis, Corea del Norte mantuvo sus ambiciones nucleares y de misiles:
- El 22 de junio de 2016, Corea del Norte lanzó con éxito su misil de mediano alcance Musudan-1, a una altitud de 1413,7 kilómetros y un rango de 400 kilómetros. La prueba demuestra que la base militar norteamericana de Guam estaría dentro del rango de alcance de los misiles de Corea del Norte.[cita requerida]
- El 24 de agosto de 2016, Corea del Norte lanzó con éxito su misil submarino Pukkuksong-1 a la zona de identificación de defensa aérea de Japón, con un rango de 500 kilómetros y similar altitud.[cita requerida]

Los ejercicios conjuntos bianuales de Estados Unidos y Corea del Sur —Foal Eagle en febrero en abril y Ulchi-Freedom Guardian entre agosto y septiembre— concluyeron el 2 de septiembre de 2016. Corea del Norte planteó fuertes objeciones a los ejercicios, porque los interpreta como la preparación de fuerzas hostiles para una invasión a Corea del Norte.[cita requerida] El 5 de septiembre de 2016, Corea del Norte disparó tres misiles Rodong-1 consecutivos con alta precisión. El Consejo de las Naciones Unidas condenó los lanzamientos, a lo que Corea del Norte respondió con el compromiso de «nuevas medidas».
La prueba se llevó a cabo el 9 de septiembre de 2016, en el 68.º aniversario de la fundación de Corea del Norte.

## Rendimiento y estimaciones
De acuerdo a estimaciones surcoreanas y japonesas, el rendimiento nuclear fue equivalente a cerca de 10 kilotones de TNT (10 kt), generando un sismo de magnitud 5,3. Esta explosión representaría el mayor rendimiento estimado de una prueba nuclear norcoreana hasta la fecha. Un rendimiento como tal sería superado por las armas nucleares modernas, que se miden en megatones. La explosión fue similar a la del "Little Boy", dispositivo nuclear lanzado por Estados Unidos sobre la ciudad japonesa de Hiroshima al final de la Segunda Guerra Mundial, que tuvo un rendimiento de 15 kt., que provocó la muerte de más de 70.000 personas, y arrasó la ciudad.
Sin embargo, Jeffrey Lewis del Instituto Middlebury de Estudios Internacionales, basado en California, dijo a Reuters que la explosión se estima de entre 20 a 30. Lewis indicó que este era la prueba con el mejor rendimiento de la historia de Corea del Norte y comentó que el evento fue un día triste debido a que Corea del Norte ha logrado un progreso considerable en tecnologías nucleares y de misiles.
El ejército de Japón envió dos aviones militares para medir el aire de la radiación, mientras que la presidenta de Corea del Sur, Park Geun-hye, ha denunciado la «temeridad maníaca» de Kim Jong-un después de la prueba.

## Reacciones

### Corea del Norte
La Agencia Telegráfica Central de Corea (KCNA) no comunicó inmediatamente la prueba, en lugar de ello mostró imágenes de archivo del fundador del país, Kim Il-sung, así como de su hijo y exlíder Kim Jong-il. Sin embargo, antes de las 13:50 (Hora de Pionyang), KCNA confirmó que esta fue la quinta prueba nuclear y que la ojiva puede ser montada en un misil. La prueba también fue reportada por la Associated Press, uno de los pocos medios occidentales de comunicación que tienen una oficina en Corea del Norte.

### Internacionales
Gobiernos
- Australia: El primer ministro de Australia Malcolm Turnbull habló con la prensa en Micronesia describiendo la prueba como una "acción peligrosa provocación imprudente". Además explicó que el Consejo de Seguridad de la ONU ya había considerado ocho infracciones por parte de Corea del Norte antes de esta prueba. "La imprudencia de Corea del Norte pone la paz del mundo en riesgo", dijo, y agregó "Es persistente, que es provocativa, es peligroso." Desde Londres, el canciller Julie Bishop dijo que era "un comportamiento extremadamente desestabilizador" y que la prueba estaba en "flagrante violación de numerosas resoluciones del Consejo de Seguridad". "Condenamos en los términos más enérgicos esta nueva acción de provocación por parte de Corea del Norte." Añadió, además, que la respuesta de China (que no había sido emitido en el momento) se trató de la acción, señalando que el país tuvo un "papel especial que desempeñar, dada su proximidad con el régimen de Corea del Norte"[15]

- Alemania: El gobierno alemán condenó fuertemente la prueba, llamándola una «provocación» y acusando a Corea del Norte de «causar de manera irresponsable la mayor desestabilización en el noreste asiático»; el embajador norcoreano en Berlín fue llamado a dar declaraciones.[16]

- Brasil: El Gobierno brasileño repudió hoy "vehementemente" el ensayo nuclear realizado por Corea del Norte en las últimas horas y se alineó a la condena emitida por el Consejo de Seguridad de la Organización de las Naciones Unidas (ONU). "Brasil considera inaceptable que arsenales atómicos continúen desempeñando un papel importante en doctrinas militares".Dichos lanzamientos, según el Ministerio de Relaciones Exteriores brasileño, "minan" el régimen internacional de desarme nuclear, "debilitan" la credibilidad del Tratado de No Proliferación Nuclear y "perjudican los esfuerzos" para la entrada en vigor del Tratado de Prohibición Completa de los Ensayos Nucleares.[17]

- China: El Ministerio de Relaciones Exteriores emitió una declaración donde condena la prueba nuclear, criticando a Corea del Norte por «desatender» las objeciones internacionales. La declaración repitió los llamados anteriores de China a Corea del Norte para cesar cualquier comportamiento que «empeore la situación» en la Península coreana y declaró su «determinada oposición» a la prueba.[18]

- Colombia: El Gobierno colombiano condenó  “categóricamente” el ensayo nuclear de Corea del Norte y urgió a ese país asiático a cumplir los compromisos internacionales en materia de desarme mediante un comunicado de su Ministerio de Relaciones Exteriores.[19][20]

- Corea del Sur: El primer ministro Hwang Kyo-ahn llamó a una reunión de emergencia del Consejo de Seguridad Nacional, mientras la presidenta Park Geun-hye acortó una visita a Laos. Park declaró que la prueba sólo traerá «sanciones más intensas» y un «aislamiento más profundo» a Corea del Norte, acuciando su «eventual autodestrucción».[21]

- Estados Unidos: Ned Price, un portavoz del Consejo de Seguridad Nacional, declaró: «somos conscientes de actividad sísmica en la Península coreana en la proximidad a un conocido sitio de prueba nuclear norcoreano. Estamos controlando y continuando con la evaluación de la situación en coordinación cercana con nuestros socios regionales».[21]

- Honduras: Por medio de un comunicado emitido por la Cancillería Hondureña, el gobierno del país centroamericano condenó el ensayo nucluear norcoreano.[22]

- Israel: El Estado de Israel condena el ensayo nuclear de Corea del Norte ", dijo el Ministerio de Asuntos Exteriores en un comunicado. La declaración llama las pruebas atómicas "contraria a las normas internacionales y las decisiones del Consejo de Seguridad de la ONU," e instó a "una acción continuada de la comunidad internacional contra la proliferación" de Pionyang.[23]

- India: La República de India condenó el ensayo nuclear realizado por Corea del Norte, su más potente jamás, y lo describió como un asunto de "grave preocupación" que el país ha violado sus obligaciones internacionales.[24]

- Italia: El ministro de Asuntos Exteriores italiano Paolo Gentiloni declaró en un comunicado que "Italia condena el ensayo nuclear realizado por la República Popular Democrática de Corea.[25]

- Japón: En una rueda de prensa, el primer ministro Shinzō Abe declaró que el ensayo nuclear «no está permitido» y «sencillamente no puede ser justificado». También instruyó a oficiales de gobierno para recoger información y compartirla con las personas de Japón, así como de los Estados Unidos, Corea del Sur, China y Rusia.[21] Abe también ha contactado a Barack Obama por teléfono, y pidió una reunión del Consejo de Seguridad de las Naciones Unidas por la emergencia para el 10 de septiembre. El Ministerio de Asuntos Exteriores más tarde emitió una declaración oficial de protesta, llamándola una «clara vulneración de las resoluciones del Consejo de Seguridad de ONU».[26]

- Panamá: El Gobierno de la República de Panamá manifiesta su enérgica condena por la realización de un ensayo nuclear por parte de Corea del Norte, lo cual viola las Resoluciones del Consejo de Seguridad de las Naciones Unidas por medio de un comunicado del Ministerio de Relaciones Exteriores.[27][28]

- Pakistán: El Ministerio de Relaciones Exteriores emitió una declaración que condena la prueba nuclear.[29]

- México: Por medio de un comunicado la Secretaría de Relaciones Exteriores de México condenó energeticamente el ensayo nuclear realizado por el Estado Norcoreano.[30]

- Nicaragua: El Gobierno de la República de Nicaragua condenó el ensayo nuclear realizado por Corea del Norte En una declaración difundida a través del Ministerio de Relaciones Exteriores, el gobierno nicaragüense señala que "reitera su firme vocación de paz y a favor del desarme nuclear y el desarme total y completo".[31][32]

- Perú: El Gobierno del Perú, representado por el presidente Pedro Pablo Kuczynski, expresó  su más enérgica condena por la quinta prueba nuclear realizado por la República Popular Democrática de Corea o más conocida como Corea del Norte."Estos ensayos nucleares constituyen una seria amenaza a la paz y a la seguridad internacional, objetivos prioritarios establecidos por toda la comunidad internacional en la Carta Constitutiva de la Organización de las Naciones Unidas", señala en un comunicado del Ministerio de Relaciones Exteriores Peruano.[33]
- España: El Ministerio de Asuntos Exteriores y de Cooperación expresaron al embajador norcoreano en España que el gobierno español condena «enérgicamente» y muestran su «completo rechazo» a las pruebas nucleares del país asiático.[34]

- Rusia:El Ministerio de Asuntos Exteriores de Rusia ha condenado este viernes la prueba nuclear realizada por Corea del Norte y ha instado a Pionyang a detener sus "juegos peligrosos", respetar las resoluciones del Consejo de Seguridad de la ONU y "renunciar totalmente a sus programas nucleares y de misiles". En un comunicado publicado en su página web, el Ministerio ha afirmado, en referencia a la prueba norcoreana, que el "desprecio tan demostrativo hacia la ley internacional y la opinión de la comunidad internacional merece la más enérgica condena".La Cancillería rusa ha advertido de que el ensayo nuclear "tendrá consecuencias negativas, en primer lugar, para el propio Pionyang".[35][36]

- Reino Unido: El ministro británico de Exteriores, Boris Johnson, calificó hoy de "grave preocupación" la prueba nuclear llevada a cabo por Corea del Norte e indicó que consultará con sus socios internacionales para dar una "respuesta fuerte".En un breve comunicado divulgado por el Foreign Office, Johnson señaló que este test supone una amenaza para la paz y la estabilidad de la región, además de una "flagrante violación" de las resoluciones del Consejo de Seguridad de la ONU.

- Singapur: Singapur por medio de un comunicado expreso que está profundamente preocupado y extremadamente decepcionado por la República Popular Democrática de (Corea del Norte) la conducta de Corea de otro ensayo nuclear el 9 de septiembre de 2016. Este acto deliberado y provocador pone en grave peligro la paz y la estabilidad de la región. Estas acciones, incluyendo los últimos ensayos de misiles, son violaciones flagrantes de las resoluciones pertinentes del Consejo de Seguridad de las Naciones Unidas, incluida la resolución 2270 adoptada en marzo de 2016.

- República de China (Taiwán) - El Ministerio de Asuntos Exteriores emitió un comunicado que condena el ensayo nuclear. La declaración reitera el apoyo de Taiwán para la desnuclearización de Asia oriental y llamó a Corea del Norte a cumplir con las resoluciones del Consejo de Seguridad de la ONU. El ministerio también instó a un diálogo pacífico para resolver conflictos en la península de Corea.[37]

- Turquía:Turquía - El Ministerio de Asuntos Exteriores emitió un comunicado condenado la prueba nuclear y el lanzamiento de misiles por parte de Corea del Norte.[38]

- Francia: Francia pidió que el Consejo de Seguridad de la ONU comience a trabajar en una resolución que imponga nuevas sanciones a Corea del Norte después de su quinto ensayo nuclear.EL Presidente de Francia Francois Hollande denunció” hoy “con fuerza” el ensayo nuclear realizado por Corea del Norte, que consideró una “violación” de las resoluciones de la ONU. En un breve comunicado difundido por la presidencia francesa, Hollande “denuncia con fuerza el nuevo ensayo nuclear efectuado esta noche por Corea del Norte y llama al Consejo de Seguridad de las Naciones Unidas a encargarse de esta violación de sus resoluciones”. “La comunidad internacional debe unirse frente a esta nueva provocación”, subrayó el boletín difundido por el Palacio del Elíseo.[39]

- Malasia:  El Ministerio de Asuntos Exteriores de Malasia emitió un comunicado: "Malasia condena enérgicamente el ensayo nuclear realizado por la República Popular Democrática de Corea (RPDC) el 9 de septiembre de 2016. La segunda prueba nuclear de la RPDC dentro de este año es otra flagrante violación de la resoluciones del Consejo de seguridad de las Naciones Unidas y una grave amenaza para la paz y la seguridad internacionales. Malasia lamenta profundamente este último incidente que ha agravado la situación ya tensa en la región. Malasia insta a Corea del Norte a que desista de la realización de más pruebas y detener su misil nuclear y balística programa. Malasia insta además RPDC a cumplir con sus obligaciones internacionales, con el fin de mantener la paz y la seguridad regional e internacional ".[40]

- Vietnam: El portavoz del Ministerio de Asuntos Exteriores Le Hai Binh en Vietnam, dijo en un comunicado: "La prueba viola gravemente las resoluciones pertinentes del Consejo de Seguridad de las Naciones Unidas (CSNU), el aumento de las tensiones y amenazan la paz y la estabilidad en la región Es una política consistente de. Vietnam para apoyar la desnuclearización de la península coreana, apoyo la prohibición de los ensayos nucleares, la no proliferación de las armas nucleares y el desarme nuclear. Vietnam insta a todas las partes relacionadas para cumplir estrictamente con las resoluciones del CSNU y llevar a cabo acciones prácticas para impulsar la paz y la estabilidad en el Península de Corea ".[41]

## Organismos Multilaterales
- Unión de Naciones Suramericanas: La Unión de Naciones Suramericanas (Unasur) condenó en su cuenta oficial de la red social Twitter la última prueba nuclear realizada por Corea del Norte.[42]
- Unión Europea: La Unión Europea (UE) denunció el nuevo ensayo nuclear de Corea del Norte y calificó la acción de "grave amenaza para la paz y seguridad", así como de "violación directa" de las obligaciones internacionales del país asiático."Nos encontramos ante otra violación directa de las obligaciones internacionales de la República Popular Democrática de Corea que le impiden producir o probar armas nucleares, de acuerdo con múltiples resoluciones del Consejo de Seguridad de Naciones Unidas", aseguró en un comunicado la alta representante de la Unión para Asuntos Exteriores,Federica Mogherini. Además, la titular de la diplomacia comunitaria insistió en que el ensayo nuclear supone una "grave amenaza" para la paz y la seguridad tanto en la región como en el resto del mundo y añadió que se trata de un comportamiento "ilegal y extremadamente peligroso".[43][44]